# Никола Тодорчевски
Никола Тодорчевски е политик и дипломат от Северна Македония.

## Биография
След обявяването на независимостта на Република Македония е назначен за секретар в Министерството на външните работи, като отговаря и за връзките със сепаратистката организация ОМО „Илинден“ в Пиринска Македония, България.
След това е посланик на Република Македония в Албания до 1997 година, където работи за признаването на етническо македонско малцинство в Мала Преспа и Гора. В периода 1997 – 2000 година е посланик в Република България.
През 2009 година е посланик в Хърватия, същевременно е избран за председател на РАКВИАК – организация за сътрудничество между страните от НАТО и Източна Европа. През 2010 година е съветник за външна политика на президента Георге Иванов.